# Samuel B. Moore
Samuel B. Moore (1789 - 7 de noviembre de 1846) fue el gobernador demócrata del estado de Alabama desde el 3 de marzo hasta el 26 de noviembre de 1831. Era el presidente del Senado de Alabama cuando el gobernador Gabriel Moore fue elegido al Senado de los Estados Unidos y se convirtió en el gobernador cuando Gabriel Moore renunció a esa posición para tomar su nuevo cargo.
Samuel Moore nació en el Condado de Franklin (Tennessee) en 1789 pero se mudó al Condado de Jackson (Alabama) cuando todavía era joven. Su carrera política comenzó en 1823 cuando fue elegido para la Cámara de Representantes de Alabama y luego elegido para el Senado de Alabama en 1828. Ocupaba el cargo de presidente del Senado cuando sucedió a Gabriel Moore. Como su predecesor, Samuel Moore continuó examinando el río Coosa, construyendo infraestructura y oponiéndose a la nulificación. Más tarde en 1831, Moore enfrentó una pareja elección contra John Gayle, quien eventualmente le terminó ganando. Luego de su derrota, fue reelegido para el Senado Estatal y ocupó el cargo de presidente otra vez en 1835. Luego regresó a su hogar en el Condado de Pickens (Alabama) y trabajo en la corte del condado desde 1835 hasta 1841. Samuel B. Moore murió en 1846 y actualmente está enterrado en el cementerio de la ciudad de Carrollton en el Condado de Pickens.
- Datos: Q878733